# Чепелі (Богодухівський район)
Чепелі —  село в Золочівській громаді Богодухівського району Харківської області України. Населення становить 222 особи.

## Географія
Село Чепелі знаходиться на лівому березі річки Уди, вище за течією на відстані 2 км розташоване село Феськи, нижче за течією на відстані 6 км - селище Південне (Харківський район), на протилежному березі на відстані 2 км - село Мала Рогозянка, до села примикає село Головашівка. Через село проходить залізниця, станція Чепелине. Навколо села багато садових ділянок.

## Історія
Історія села починається з хутора, який був заснований в 60-х роках XVII-го століття. Першим мешканцем хутора був Захарій Чепела.
За радянських часів завдяки недолугим перекладам назви залізничної станції, село також декілька разів змінювало свою назву з Чепели́ (укр.) на Чепелино́ (рос.), потім на Чепелине́(укр.).
1986 р. до складу села приєднано село Першотравневе.
18.10.1885 тут народився відомий вчений - професор, доктор сільськогосподарських наук Аверін Віктор Григорович (1885-1955).
12 червня 2020 року, розпорядженням Кабінету Міністрів України № 725-р «Про визначення адміністративних центрів та затвердження територій територіальних громад Харківської області», увійшло до складу Золочівської селищної громади.
19 липня 2020 року, в результаті адміністративно-територіальної реформи та ліквідації Золочівського району, село увійшло до складу Богодухівського району.

## Населення

### Мова
Розподіл населення за рідною мовою за даними перепису 2001 року:
| Мова       | Відсоток |
| ---------- | -------- |
| українська | 96,4%    |
| російська  | 3,6%     |

## Урбаноніми
| Назва урбаноніма   | Короткі відомості про урбанонім | Координати (початок-кінець) | Зображення |
| ------------------ | ------------------------------- | --------------------------- | ---------- |
| вулиця 1-го Травня |                                 |                             |            |
| вулиця Вокзальна   |                                 |                             |            |
| вулиця Лозова      |                                 |                             |            |
| вулиця Малишева    |                                 |                             |            |
| вулиця Південна    |                                 |                             |            |
| вулиця Східна      |                                 |                             |            |